# Sveriges herrlandskamper i fotboll 2011
Sveriges herrlandskamper i fotboll 2011.

## Matcher
| Datum       | Spelplats                       |            |               | Resultat                  | Typ av match                                                  | Målskyttar |
| ----------- | ------------------------------- | ---------- | ------------- | ------------------------- | ------------------------------------------------------------- | --- |
| 19 januari  | Cape Town Stadium, Kapstaden    | Botswana   | Sverige       | 1 – 2 Rapport             | Träningsmatch                                                 | 0–1 31′ Alexander Gerndt 1–1 47′ Joel Mogorosi 1–2 74′ Anders Svensson                                                       |
| 22 januari  | Mbombela Stadium, Nelspruit     | Sydafrika  | Sverige       | 1 – 1 Rapport             | Träningsmatch (inofficiell match mot Sydafrikas U23-landslag) | 1–0 10′ Tiyane Mabunda 1–1 30′ Tobias Hysén                                                                                  |
| 8 februari  | GSP-stadion, Nicosia            | Cypern     | Sverige       | 0 – 2 Rapport             | Träningsturnering                                             | 0–1 26′ Tobias Hysén 0–2 45+1′ Marcus Berg                                                                                   |
| 9 februari  | GSP-stadion, Nicosia            | Sverige    | Ukraina       | 1 – 1 5–6 ef.str. Rapport | Träningsturnering                                             | 1–0 7′ Johan Elmander 1–1 20′ (str) Marko Dević                                                                              |
| 29 mars     | Råsundastadion, Solna           | Sverige    | Moldavien     | 2 – 1 Rapport             | Kval till EM 2012                                             | 1–0 30′ Mikael Lustig 2–0 81′ Sebastian Larsson 2–1 92′ Alexandru Suvorov                                                    |
| 3 juni      | Stadionul Zimbru, Chişinău      | Moldavien  | Sverige       | 1 – 4 Rapport             | Kval till EM 2012                                             | 0–1 10′ Ola Toivonen 0–2 29′ Johan Elmander 0–3 58′ Johan Elmander 1–3 61′ Igor Bugaiov 1–4 88′ Alexander Gerndt             |
| 7 juni      | Råsundastadion, Solna           | Sverige    | Finland       | 5 – 0 Rapport             | Kval till EM 2012                                             | 1–0 11′ Kim Källström 2–0 31′ Zlatan Ibrahimović 3–0 35′ Zlatan Ibrahimović 4–0 53′ Zlatan Ibrahimović 5–0 83′ Emir Bajrami  |
| 10 augusti  | Metaliststadion, Charkiv        | Ukraina    | Sverige       | 0 – 1 Rapport             | Träningsmatch                                                 | 0–1 92′ Tobias Hysén |
| 2 september | Ferenc Puskás-stadion, Budapest | Ungern     | Sverige       | 2 – 1 Rapport             | Kval till EM 2012                                             | 1–0 44′ Imre Szabics 1–1 60′ Christian Wilhelmsson 2–1 90′ Gergely Rudolf                                                    |
| 6 september | Stadio Olimpico, Serravalle     | San Marino | Sverige       | 0 – 5 Rapport             | Kval till EM 2012                                             | 0–1 64′ Kim Källström 0–2 70′ Christian Wilhelmsson 0–3 81′ Martin Olsson 0–4 88′ Tobias Hysén 0–5 93′ Christian Wilhelmsson |
| 7 oktober   | Olympiastadion, Helsingfors     | Finland    | Sverige       | 1 – 2 Rapport             | Kval till EM 2012                                             | 0–1 8′ Sebastian Larsson 0–2 52′ Martin Olsson 1–2 73′ Joona Toivio                                                          |
| 11 oktober  | Råsundastadion, Solna           | Sverige    | Nederländerna | 3 – 2 Rapport             | Kval till EM 2012                                             | 1–0 15′ Kim Källström 1–1 23′ Klaas-Jan Huntelaar 1–2 50′ Dirk Kuyt 2–2 52′ (str.) Sebastian Larsson 3–2 53′ Ola Toivonen    |
| 11 november | Parken, Köpenhamn               | Danmark    | Sverige       | 2 – 0 Rapport             | Träningsmatch                                                 | 1-0 35′ Nicklas Bendtner 2-0 80′ Michael Krohn-Dehli                                                                         |
| 15 november | Wembley Stadium, London         | England    | Sverige       | 1 – 0 Rapport             | Träningsmatch                                                 | 1-0 22′ Gareth Barry |

## Sveriges målgörare 2011
4 mål
- Tobias Hysén

 3 mål
- Johan Elmander
- Zlatan Ibrahimović
- Christian Wilhelmsson
- Kim Källström
- Sebastian Larsson

 2 mål
- Alexander Gerndt
- Martin Olsson
- Ola Toivonen

 1 mål
- Marcus Berg
- Mikael Lustig
- Anders Svensson
- Emir Bajrami